# Monte Vera
Monte Vera es una localidad argentina del departamento La Capital en la provincia de Santa Fe. Se encuentra a quince kilómetros al norte de la capital provincial, la ciudad de Santa Fe. Cuenta con una población de 8,284 habitantes (Indec, 2010).

## Santos Patronos
- Ntra. Sra. de Chaguaya, Ntra. Sra. de la Merced, festividades: movible en septiembre, y 24 de septiembre y San Isidro Labrador, con festividad el 15 de mayo.

## Historia
A fines del siglo XIX, Monte Vera surge cuando inmigrantes italianos, comienzan a ubicarse al norte de Santa Fe, como agricultores. Con el ferrocarril línea Gral. Belgrano, empieza a organizarse la zona urbana en torno a su Estación de FFCC, inaugurado en 1908.
Organizados los primeros vecinos, solicitaron al Gobierno provincial la creación de una Comisión de Fomento de Monte Vera, hecho que se produjo el 23 de junio de 1914, nombrándose presidente a Palmiro Gozzarelli.

## Toponimia
El nombre viene desde la época colonial, ya que hacía referencia a los «montes [bosques] de Vera», las tierras del gobernador Antonio Vera Mujica (1620-1684).
En 1917, el Dr. Eugenio Puccio exigió al Gobierno provincial (alegando que era propietario de muchas tierras e inmuebles en ese lugar), que se impusiera su apellido a la comuna, hecho que se efectivizó, denominándose Pueblo Puccio durante más de 50 años.
En 1971, un decreto del Poder Ejecutivo restituyó su antiguo topónimo Monte Vera.

## Propietarios relevantes
- Brigadier Estanislao López (Chacra de Vera)
- Dr. Marcelino Freyre
- Dr. Eugenio Puccio

## Creación de la comuna
- 23 de junio de 1914, por ley provincial.

## Cinturón verde delGran Santa Fe
Las parcelas tienen de 10 a 25 ha, pero las unidades productivas son de 3 a 6 ha. En Monte Vera hay pequeños productores propietarios que trabajan en familia la quinta, contratando mano de obra extra para tareas de cosecha: básicamente bolivianos y mocovíes.

## Parajes
- Ángel Gallardo
- El Chaquito
- Km 18
- La Costa El Chaquito
- La Costa Monte Vera
- Ascochinga

## Museo
- Museo Histórico Regional

## Bibliotecas
- Biblioteca del Centro Cultural Popular
- Biblioteca José Pedroni, de la Escuela Técnica n.º 324

## Camping Comunal "Costa de Monte Vera"
- Zona rural. Temporada: diciembre a marzo. No está habilitado el ingreso de bañistas dada la peligrosidad del río. Apto para la pesca.

## Parroquias de la Iglesia católica en Monte Vera
| Arquidiócesis | Santa Fe de la Vera Cruz    |
| ------------- | --------------------------- |
| Parroquia     | Nuestra Señora de la Merced |